# 1840 Hus
1840 Hus (tên chỉ định 1971 UY) là một tiểu hành tinh vành đai chính được phát hiện năm 1971 bởi nhà thiên văn học người Séc Luboš Kohoutek. Nó được đặt theo tên Jan Hus.